# Großer Preis von Portugal 1990
Der Große Preis von Portugal 1990 (offiziell XIX Grande Premio de Portugal) fand am 23. September auf dem Autódromo Fernanda Pires da Silvaist in der Nähe von Estoril statt und war das 13. Rennen der Formel-1-Weltmeisterschaft 1990.

## Berichte

### Hintergrund
Die einzige Veränderung im Vergleich zum Großen Preis von Italien zwei Wochen zuvor war die Tatsache, dass das Team Life seinen Wagen von eigenen W-12-Motor (Life F35) auf ein Judd-Aggregat umrüstete. Es wurde allerdings keine gezeitete Runde zur Vorqualifikation absolviert.
Der Wechsel von Jean Alesi zu Ferrari zur folgenden Saison wurde offiziell verkündet, nachdem die Verpflichtung von Alessandro Nannini gescheitert war. Alesi hatte ursprünglich auch einen Vertrag mit Williams abgeschlossen. Das britische Team verlangte als Ausgleich einen Formel-1-Wagen von Ferrari.
Mit Alain Prost (dreimal), Gerhard Berger, Nigel Mansell und Ayrton Senna (jeweils einmal) traten vier ehemalige Sieger zu diesem Grand Prix an.

### Training
Zur Überraschung der Fachwelt qualifizierte sich keiner der beiden McLaren-Piloten für die erste Startreihe, sondern die Ferrari-Teamkollegen Mansell und Prost. Die Favoriten Senna und Berger folgten in der zweiten Reihe vor Riccardo Patrese und Nelson Piquet.

### Rennen
Nach einem Unfall im Zuge des Warm-up verzichtete Satoru Nakajima auf die Teilnahme am Rennen.
Mansell startete schlecht und drehte sich nahezu. Da Prost ausweichen musste, zogen Senna, Berger und Piquet an ihm vorbei. Mansell konnte knapp den dritten Rang gegenüber Piquet verteidigen.
Erst in der 13. Runde konnte Prost an Piquet vorbeiziehen. Sein Rückstand auf das Führungstrio betrug zu diesem Zeitpunkt rund fünf Sekunden. Weitere 13 Runden benötigte er, um zu seinen Teamkollegen Mansell aufzuschließen und ihn zu überholen.
Nachdem die meisten Piloten einen Boxenstopp zum Reifen wechseln eingelegt hatten, lag Senna vor Mansell, Berger, Prost, Nannini und Piquet in Führung. In der 50. Runde übernahm Mansell die Spitzenposition von Senna. Bei Prost war zwischenzeitlich der sechste Gang ausgefallen, sodass er darum bangte, das Rennen überhaupt beenden zu können. Im Zuge eines Überrundungsmanövers kollidierte Mansell mit Philippe Alliot. Während dieser ausschied, konnte der Führende das Rennen nahezu unbeeinflusst fortsetzen.
Trotz des defekten Getriebes zog Prost in der 59. Runde an Berger vorbei und holte rasch auf den zweitplatzierten Senna auf. Dann wurde das Rennen jedoch zehn Runden vor dem geplanten Ende infolge einer Kollision zwischen Alex Caffi und Aguri Suzuki vorzeitig abgebrochen, da sich die Bergung von Caffi als kompliziert erwies. Somit siegte Mansell vor Senna, Prost, Berger, Piquet und Nannini.
Senna ging mit einem Vorsprung von 18 WM-Punkten gegenüber Prost in die letzten drei Rennen des Jahres.

## Meldeliste
| Team                        | Nr. | Fahrer             | Chassis            | Motor                     | Reifen |
| --------------------------- | --- | ------------------ | ------------------ | ------------------------- | ------ |
| Scuderia Ferrari SpA        | 01  | Alain Prost        | Ferrari 641        | Ferrari 036 3.5 V12       | G      |
| Scuderia Ferrari SpA        | 02  | Nigel Mansell      | Ferrari 641        | Ferrari 036 3.5 V12       | G      |
| Tyrrell Racing Organisation | 03  | Satoru Nakajima    | Tyrrell 019        | Ford Cosworth DFR 3.5 V8  | P      |
| Tyrrell Racing Organisation | 04  | Jean Alesi         | Tyrrell 019        | Ford Cosworth DFR 3.5 V8  | P      |
| Canon Williams Team         | 05  | Thierry Boutsen    | Williams FW13B     | Renault RS2 3.5 V10       | G      |
| Canon Williams Team         | 06  | Riccardo Patrese   | Williams FW13B     | Renault RS2 3.5 V10       | G      |
| Motor Racing Developments   | 07  | David Brabham      | Brabham BT59       | Judd EV 3.5 V8            | P      |
| Motor Racing Developments   | 08  | Stefano Modena     | Brabham BT59       | Judd EV 3.5 V8            | P      |
| Footwork Arrows Racing      | 09  | Michele Alboreto   | Arrows A11B        | Ford Cosworth DFR 3.5 V8  | G      |
| Footwork Arrows Racing      | 10  | Alex Caffi         | Arrows A11B        | Ford Cosworth DFR 3.5 V8  | G      |
| Camel Team Lotus            | 11  | Derek Warwick      | Lotus 102          | Lamborghini 3512 3.5 V12  | G      |
| Camel Team Lotus            | 12  | Martin Donnelly    | Lotus 102          | Lamborghini 3512 3.5 V12  | G      |
| Fondmetal Osella            | 14  | Olivier Grouillard | Osella FA1ME       | Ford Cosworth DFR 3.5 V8  | P      |
| Leyton House Racing         | 15  | Maurício Gugelmin  | Leyton House CG901 | Judd EV 3.5 V8            | G      |
| Leyton House Racing         | 16  | Ivan Capelli       | Leyton House CG901 | Judd EV 3.5 V8            | G      |
| AGS Racing                  | 17  | Gabriele Tarquini  | AGS JH25           | Ford Cosworth DFR 3.5 V8  | G      |
| AGS Racing                  | 18  | Yannick Dalmas     | AGS JH25           | Ford Cosworth DFR 3.5 V8  | G      |
| Benetton Formula Ltd        | 19  | Alessandro Nannini | Benetton B190      | Ford Cosworth HBA4 3.5 V8 | G      |
| Benetton Formula Ltd        | 20  | Nelson Piquet      | Benetton B190      | Ford Cosworth HBA4 3.5 V8 | G      |
| BMS Scuderia Italia         | 21  | Emanuele Pirro     | Dallara 190        | Ford Cosworth DFR 3.5 V8  | P      |
| BMS Scuderia Italia         | 22  | Andrea de Cesaris  | Dallara 190        | Ford Cosworth DFR 3.5 V8  | P      |
| SCM Minardi Team            | 23  | Pierluigi Martini  | Minardi M190       | Ford Cosworth DFR 3.5 V8  | P      |
| SCM Minardi Team            | 24  | Paolo Barilla      | Minardi M190       | Ford Cosworth DFR 3.5 V8  | P      |
| Ligier Gitanes              | 25  | Nicola Larini      | Ligier JS33B       | Ford Cosworth DFR 3.5 V8  | G      |
| Ligier Gitanes              | 26  | Philippe Alliot    | Ligier JS33B       | Ford Cosworth DFR 3.5 V8  | G      |
| Honda Marlboro McLaren      | 27  | Ayrton Senna       | McLaren MP4/5B     | Honda RA100E 3.5 V10      | G      |
| Honda Marlboro McLaren      | 28  | Gerhard Berger     | McLaren MP4/5B     | Honda RA100E 3.5 V10      | G      |
| Espo Larrousse F1           | 29  | Éric Bernard       | Lola LC90          | Lamborghini 3512 3.5 V12  | G      |
| Espo Larrousse F1           | 30  | Aguri Suzuki       | Lola LC90          | Lamborghini 3512 3.5 V12  | G      |
| Coloni Racing               | 31  | Bertrand Gachot    | Coloni C3B         | Ford Cosworth DFR 3.5 V8  | P      |
| EuroBrun Racing             | 33  | Roberto Moreno     | EuroBrun ER189B    | Judd CV 3.5 V8            | P      |
| EuroBrun Racing             | 34  | Claudio Langes     | EuroBrun ER189B    | Judd CV 3.5 V8            | P      |
| Life Racing Engines         | 39  | Bruno Giacomelli   | Life L190          | Judd CV 3.5 V8            | G      |

## Klassifikationen

### Qualifying
| Pos. | Fahrer             | Konstrukteur      | Vorqualifikation | Vorqualifikation  | 1. Qualifikationstraining | 1. Qualifikationstraining | 2. Qualifikationstraining | 2. Qualifikationstraining | Start |
| Pos. | Fahrer             | Konstrukteur      | Zeit             | Ø-Geschwindigkeit | Zeit                      | Ø-Geschwindigkeit         | Zeit                      | Ø-Geschwindigkeit         | Start |
| ---- | ------------------ | ----------------- | ---------------- | ----------------- | ------------------------- | ------------------------- | ------------------------- | ------------------------- | ----- |
| 01   | Nigel Mansell      | Ferrari           | –                | –                 | 1:14,861                  | 209,188 km/h              | 1:13,557                  | 212,896 km/h              | 01    |
| 02   | Alain Prost        | Ferrari           | –                | –                 | 1:14,530                  | 210,117 km/h              | 1:13,595                  | 212,786 km/h              | 02    |
| 03   | Ayrton Senna       | McLaren-Honda     | –                | –                 | 1:14,246                  | 210,920 km/h              | 1:13,601                  | 212,769 km/h              | 03    |
| 04   | Gerhard Berger     | McLaren-Honda     | –                | –                 | 1:14,552                  | 210,055 km/h              | 1:14,292                  | 210,790 km/h              | 04    |
| 05   | Riccardo Patrese   | Williams-Renault  | –                | –                 | 1:15,539                  | 207,310 km/h              | 1:14,723                  | 209,574 km/h              | 05    |
| 06   | Nelson Piquet      | Benetton-Ford     | –                | –                 | 1:15,542                  | 207,302 km/h              | 1:14,728                  | 209,560 km/h              | 06    |
| 07   | Thierry Boutsen    | Williams-Renault  | –                | –                 | 1:15,646                  | 207,017 km/h              | 1:14,934                  | 208,984 km/h              | 07    |
| 08   | Jean Alesi         | Tyrrell-Ford      | –                | –                 | 1:16,092                  | 205,804 km/h              | 1:15,122                  | 208,461 km/h              | 08    |
| 09   | Alessandro Nannini | Benetton-Ford     | –                | –                 | 1:16,123                  | 205,720 km/h              | 1:15,411                  | 207,662 km/h              | 09    |
| 10   | Éric Bernard       | Lola-Lamborghini  | –                | –                 | 1:16,477                  | 204,767 km/h              | 1:15,673                  | 206,943 km/h              | 10    |
| 11   | Aguri Suzuki       | Lola-Lamborghini  | –                | –                 | 1:17,189                  | 202,879 km/h              | 1:16,012                  | 206,020 km/h              | 11    |
| 12   | Ivan Capelli       | Leyton House-Judd | –                | –                 | 1:18,242                  | 200,148 km/h              | 1:16,284                  | 205,286 km/h              | 12    |
| 13   | Emanuele Pirro     | Dallara-Ford      | –                | –                 | 1:17,653                  | 201,666 km/h              | 1:16,290                  | 205,269 km/h              | 13    |
| 14   | Maurício Gugelmin  | Leyton House-Judd | –                | –                 | 1:17,569                  | 201,885 km/h              | 1:16,296                  | 205,253 km/h              | 14    |
| 15   | Martin Donnelly    | Lotus-Lamborghini | –                | –                 | 1:17,414                  | 202,289 km/h              | 1:16,762                  | 204,007 km/h              | 15    |
| 16   | Pierluigi Martini  | Minardi-Ford      | –                | –                 | 1:17,045                  | 203,258 km/h              | 1:16,795                  | 203,920 km/h              | 16    |
| 17   | Alex Caffi         | Arrows-Ford       | –                | –                 | 1:18,725                  | 198,920 km/h              | 1:16,946                  | 203,519 km/h              | 17    |
| 18   | Andrea de Cesaris  | Dallara-Ford      | –                | –                 | 1:17,252                  | 202,713 km/h              | 1:17,066                  | 203,202 km/h              | 18    |
| 19   | Michele Alboreto   | Arrows-Ford       | –                | –                 | 1:18,630                  | 199,161 km/h              | 1:17,081                  | 203,163 km/h              | 19    |
| 20   | Satoru Nakajima    | Tyrrell-Ford      | –                | –                 | 1:17,097                  | 203,121 km/h              | 1:17,118                  | 203,065 km/h              | 20    |
| 21   | Philippe Alliot    | Ligier-Ford       | –                | –                 | 1:17,330                  | 202,509 km/h              | 1:17,120                  | 203,060 km/h              | 21    |
| 22   | Derek Warwick      | Lotus-Lamborghini | –                | –                 | 1:17,904                  | 201,017 km/h              | 1:17,259                  | 202,695 km/h              | 22    |
| 23   | Nicola Larini      | Ligier-Ford       | –                | –                 | 1:18,958                  | 198,333 km/h              | 1:17,269                  | 202,669 km/h              | 23    |
| 24   | Stefano Modena     | Brabham-Judd      | –                | –                 | 1:17,962                  | 200,867 km/h              | 1:17,341                  | 202,480 km/h              | 24    |
| 25   | Yannick Dalmas     | AGS-Ford          | 1:19,885         | 196,032 km/h      | 1:18,581                  | 199,285 km/h              | 1:17,621                  | 201,750 km/h              | 25    |
| 26   | David Brabham      | Brabham-Judd      | –                | –                 | 1:18,967                  | 198,311 km/h              | 1:17,715                  | 201,506 km/h              | 26    |
| DNQ  | Olivier Grouillard | Osella-Ford       | 1:19,394         | 197,244 km/h      | 1:18,512                  | 199,460 km/h              | 1:17,775                  | 201,350 km/h              | –     |
| DNQ  | Paolo Barilla      | Minardi-Ford      | –                | –                 | 1:18,669                  | 199,062 km/h              | 1:18,280                  | 200,051 km/h              | –     |
| DNQ  | Gabriele Tarquini  | AGS-Ford          | 1:20,942         | 193,472 km/h      | 1:20,226                  | 195,199 km/h              | 1:18,815                  | 198,693 km/h              | –     |
| DNQ  | Bertrand Gachot    | Coloni-Ford       | 1:20,000         | 195,750 km/h      | 1:20,662                  | 194,143 km/h              | 1:20,516                  | 194,496 km/h              | –     |
| DNPQ | Roberto Moreno     | EuroBrun-Judd     | 1:21,188         | 192,886 km/h      | –                         | –                         | –                         | –                         | –     |
| DNPQ | Claudio Langes     | EuroBrun-Judd     | 1:23,447         | 187,664 km/h      | –                         | –                         | –                         | –                         | –     |
| DNS  | Bruno Giacomelli   | Life-Judd         | –                | –                 | –                         | –                         | –                         | –                         | –     |

### Rennen
| Pos. | Fahrer             | Konstrukteur      | Runden | Stopps | Zeit        | Start | Schnellste Runde |
| ---- | ------------------ | ----------------- | ------ | ------ | ----------- | ----- | ---------------- |
| 01   | Nigel Mansell      | Ferrari           | 61     | 1      | 1:22:11,014 | 01    | 1:18,577         |
| 02   | Ayrton Senna       | McLaren-Honda     | 61     | 1      | + 2,808     | 03    | 1:18,936         |
| 03   | Alain Prost        | Ferrari           | 61     | 1      | + 4,189     | 02    | 1:18,396         |
| 04   | Gerhard Berger     | McLaren-Honda     | 61     | 1      | + 5,896     | 04    | 1:18,438         |
| 05   | Nelson Piquet      | Benetton-Ford     | 61     | 1      | + 57,418    | 06    | 1:19,813         |
| 06   | Alessandro Nannini | Benetton-Ford     | 61     | 1      | + 58,249    | 09    | 1:18,355         |
| 07   | Riccardo Patrese   | Williams-Renault  | 60     | 2      | + 1 Runde   | 05    | 1:18,306         |
| 08   | Jean Alesi         | Tyrrell-Ford      | 60     | 1      | + 1 Runde   | 08    | 1:20,916         |
| 09   | Michele Alboreto   | Arrows-Ford       | 60     | 1      | + 1 Runde   | 19    | 1:20,792         |
| 10   | Nicola Larini      | Ligier-Ford       | 59     | 1      | + 2 Runden  | 23    | 1:20,958         |
| 11   | Pierluigi Martini  | Minardi-Ford      | 59     | 1      | + 2 Runden  | 16    | 1:21,186         |
| 12   | Maurício Gugelmin  | Leyton House-Judd | 59     | 0      | + 2 Runden  | 14    | 1:21,894         |
| 13   | Alex Caffi         | Arrows-Ford       | 58     | 0      | DNF         | 17    | 1:21,843         |
| 14   | Aguri Suzuki       | Lola-Lamborghini  | 58     | 1      | DNF         | 11    | 1:20,349         |
| 15   | Emanuele Pirro     | Dallara-Ford      | 58     | 2      | + 3 Runden  | 13    | 1:22,231         |
| –    | Philippe Alliot    | Ligier-Ford       | 52     | 1      | DNF         | 21    | 1:20,914         |
| –    | David Brabham      | Brabham-Judd      | 52     | 1      | DNF         | 26    | 1:22,275         |
| –    | Ivan Capelli       | Leyton House-Judd | 51     | 0      | DNF         | 12    | 1:21,623         |
| –    | Thierry Boutsen    | Williams-Renault  | 30     | 1      | DNF         | 07    | 1:20,575         |
| –    | Éric Bernard       | Lola-Lamborghini  | 24     | 0      | DNF         | 10    | 1:22,434         |
| –    | Stefano Modena     | Brabham-Judd      | 21     | 0      | DNF         | 24    | 1:23,232         |
| –    | Martin Donnelly    | Lotus-Lamborghini | 14     | 0      | DNF         | 15    | 1:22,625         |
| –    | Derek Warwick      | Lotus-Lamborghini | 5      | 0      | DNF         | 22    | 1:23,510         |
| –    | Yannick Dalmas     | AGS-Ford          | 3      | 0      | DNF         | 25    | 1:24,879         |
| –    | Andrea de Cesaris  | Dallara-Ford      | 0      | 0      | DNF         | 18    | –                |
| DNS  | Satoru Nakajima    | Tyrrell-Ford      | –      | –      | –           | 20    | –                |

## WM-Stände nach dem Rennen
Die ersten sechs des Rennens bekamen 9, 6, 4, 3, 2 bzw. 1 Punkt(e). In der Fahrerwertung wurden die besten elf Resultate, in der Konstrukteurswertung alle Resultate gewertet.

### Fahrerwertung
| Pos. | Fahrer             | Konstrukteur      | Punkte |
| ---- | ------------------ | ----------------- | ------ |
| 01   | Ayrton Senna       | McLaren-Honda     | 78     |
| 02   | Alain Prost        | Ferrari           | 60     |
| 03   | Gerhard Berger     | McLaren-Honda     | 40     |
| 04   | Thierry Boutsen    | Williams-Renault  | 27     |
| 05   | Nelson Piquet      | Benetton-Ford     | 26     |
| 06   | Nigel Mansell      | Ferrari           | 25     |
| 07   | Riccardo Patrese   | Williams-Renault  | 17     |
| 08   | Alessandro Nannini | Benetton-Ford     | 17     |
| 09   | Jean Alesi         | Tyrrell-Ford      | 13     |
| 10   | Ivan Capelli       | Leyton House-Judd | 6      |
| 11   | Éric Bernard       | Lola-Lamborghini  | 5      |
| 12   | Derek Warwick      | Lotus-Lamborghini | 3      |
| 13   | Alex Caffi         | Arrows-Ford       | 2      |
| 14   | Stefano Modena     | Brabham-Judd      | 2      |
| 15   | Satoru Nakajima    | Tyrrell-Ford      | 2      |
| 16   | Aguri Suzuki       | Lola-Lamborghini  | 1      |
| 17   | Maurício Gugelmin  | Leyton House-Judd | 1      |

| Pos. | Fahrer             | Konstrukteur             | Punkte |
| ---- | ------------------ | ------------------------ | ------ |
| 18   | Martin Donnelly    | Lotus-Lamborghini        | 0      |
| 19   | Pierluigi Martini  | Minardi-Ford             | 0      |
| 20   | Gregor Foitek      | Onyx-Ford / Brabham-Judd | 0      |
| 21   | Philippe Alliot    | Ligier-Ford              | 0      |
| 22   | Michele Alboreto   | Arrows-Ford              | 0      |
| 23   | Nicola Larini      | Ligier-Ford              | 0      |
| 24   | Emanuele Pirro     | Dallara-Ford             | 0      |
| 25   | Andrea de Cesaris  | Dallara-Ford             | 0      |
| 26   | Paolo Barilla      | Minardi-Ford             | 0      |
| 27   | JJ Lehto           | Onyx-Ford                | 0      |
| 28   | Bernd Schneider    | Arrows-Ford              | 0      |
| 29   | Roberto Moreno     | EuroBrun-Judd            | 0      |
| 30   | Olivier Grouillard | Osella-Ford              | 0      |
| 31   | Gabriele Tarquini  | AGS-Ford                 | 0      |
| 32   | Gianni Morbidelli  | Dallara-Ford             | 0      |
| 33   | David Brabham      | Brabham-Judd             | 0      |
| 34   | Yannick Dalmas     | AGS-Ford                 | 0      |

### Konstrukteurswertung
| Pos. | Konstrukteur      | Punkte |
| ---- | ----------------- | ------ |
| 01   | McLaren-Honda     | 118    |
| 02   | Ferrari           | 85     |
| 03   | Williams-Renault  | 44     |
| 04   | Benetton-Ford     | 43     |
| 05   | Tyrrell-Ford      | 15     |
| 06   | Leyton House-Judd | 7      |
| 07   | Lola-Lamborghini  | 6      |
| 08   | Lotus-Lamborghini | 3      |
| 09   | Arrows-Ford       | 2      |

| Pos. | Konstrukteur  | Punkte |
| ---- | ------------- | ------ |
| 10   | Brabham-Judd  | 2      |
| 11   | Minardi-Ford  | 0      |
| 12   | Onyx-Ford     | 0      |
| 13   | Ligier-Ford   | 0      |
| 14   | Dallara-Ford  | 0      |
| 15   | EuroBrun-Judd | 0      |
| 16   | Osella-Ford   | 0      |
| 17   | AGS-Ford      | 0      |